# Marcelo Montiel Montiel
Marcelo Montiel Montiel (Puente Nacional, Veracruz de Ignacio de la Llave; 16 de enero de 1957). Es un abogado y político mexicano, miembro del Partido Revolucionario Institucional, ha sido presidente municipal de Coatzacoalcos en los periodos 2000-2004 y 2008-2010, diputado local en el periodo 2004-2007. Fue Secretario de Desarrollo Social de Veracruz.

## Inicios en el sector público
Marcelo Montiel Montiel inició su carrera en el servicio público en el Departamento del Distrito Federal, en donde se desempeñó como jefe del área cultural educativa 1981 y como subdirector de Desarrollo Social 1983-1984 de la delegación Magdalena Contreras. 
Es en el H. Ayuntamiento de Coatzacoalcos donde ha desarrollado la mayor parte de su carrera como funcionario público, siendo director del Sistema Municipal para el Desarrollo Integral de la Familia en 1989. Posteriormente ocuparía la tesorería municipal de 1992 a 1993. Tras ocupar la presidencia del PRI en el municipio de Coatzacoalcos, volvería al servicio público como Secretario del Ayuntamiento en el periodo 1995-1997. 
En 1998 añadiría a su desarrollo en el gobierno municipal, experiencia a nivel estatal al desempeñarse primero como delegado regional de la Secretaría de Educación y Cultura de Veracruz y posteriormente como Oficial Mayor de la LVIII Legislatura del Estado de Veracruz, cargo que ocuparía hasta el año 2000.

## 1° Presidencia Municipal deCoatzacoalcos2000-2004
En el año 2000 Marcelo Montiel Montiel renuncia a la Oficialía Mayor para buscar la candidatura del PRI a la presidencia municipal de Coatzacoalcos. Iniciando con una notable desventaja en las encuestas, Marcelo lograría recuperar el municipio para el PRI. Las obras de infraestructura, una ciudad limpia y un constante contacto con la población marcarían este periodo de gobierno. Entre los logros de esta administración se encuentran, las Plazas de la Armada y de la Bandera, tercera etapa del malecón costero, Pirámide Olmeca, Paseo de las Escolleras y la construcción junto con el gobierno del Estado.

## Actividad legislativa
Montiel Montiel fue elegido diputado local por el distrito Coatzacoalcos I (Distrito Electoral XXIX) por la Alianza Fidelidad por Veracruz. Integrando de 2004 a 2007 la LX Legislatura del Congreso del Estado de Veracruz de Ignacio de la Llave. Fue secretario de la Comisión de Vigilancia.
Su suplente fue María Isabel Nava Cruz. 

## 2° Presidencia Municipal deCoatzacoalcos2008-2010
Marcelo Montiel, volvió a ser alcalde de Coatzacoalcos durante el periodo 2008-2010. Dentro de los principales logros se encuentran la cuarta, quinta y sexta etapa del malecón costero, la construcción de una alberca techada semiolímpica, la construcción de una ciclopista, espacios públicos como los gimnasios de las colonias Nueva Obrera y Teresa Morales y el Parque Infantil Playa de Oro.

## Secretario de Desarrollo Social de Veracruz
Durante el gobierno de Javier Duarte de Ochoa asumió la Secretaría de Desarrollo Social y Medio Ambiente, la que después de un proceso de reingeniería se convirtió en Secretaría de Desarrollo Social. ADELANTE es uno de los nuevos programas insignias de la SEDESOL estatal. 
Marcelo Montiel tuvo la difícil tarea de sacar la asignatura pendiente de Veracruz, el rezago social.

## Otras actividades
2009 Conferencista en el III Seminario en Gestión de Calidad para Ciudades Modernas, Providencia, Chile.
2003 Presidente de la Red Nacional de Municipios por la Salud 
2002 Presidente de la Red Estatal de Municipios por la Salud
Diplomado en Federalismo, Administración Pública Estatal y Municipal en el Instituto Nacional de Administración Pública de México